# Jan Dziersław Wilczek z Lubieni
Jan Dziersław Wilczek z Lubieni herbu Poraj (zm. po listopadzie 1533 roku) – wojski lwowski w latach 1523-1533, stolnik lwowski w latach 1507-1522.
Poseł na sejm 1511 roku, sejm krakowski 1523 roku, poseł na sejm piotrkowski 1533 roku z ziemi lwowskiej.